# دوگا پویانا (گاجین خان)
دوگا پویانا (به صربی: Duga Poljana) یک منطقهٔ مسکونی در صربستان است که در گاجین خان واقع شده‌است.